# Liste von Persönlichkeiten der Stadt Rheinberg
Diese Liste von Persönlichkeiten der Stadt Rheinberg in Nordrhein-Westfalen umfasst die Bürgermeister, Ehrenbürger, Söhne und Töchter der Stadt sowie weitere Persönlichkeiten mit Bezug zur Stadt.

## Bürgermeister
- 2015–2020: 2015 Frank Tatzel (parteilos)

- Seit 2020: Dietmar Heyde (Bündnis 90/Die Grünen)

## Ehrenbürger
- Gerhard van Clev, Bürgermeister
- Johann Josef Kewer (1810–1903), Notar und Heimatschriftsteller
- Aloys Wittrup (1877–1961), Theologe und Pädagoge

## In Rheinberg geborene Persönlichkeiten
- Amplonius Ratingk de Berca (1363/64–1435), Gelehrter
- Franz Eugen von Seida und Landensberg (1773–1826), Geschichtsschreiber und Graphiker
- Karoline Lombard (1803–1881), Schriftstellerin und Übersetzerin
- Friedrich Wilhelm Lübeck (1811–1850), Geiger und Komponist
- Franz Bücheler (1837–1908), Philologe
- Friedrich Horn (1875–1957), evangelischer Theologe
- Wilhelm van Laak (1881–1956), Arzt und Politiker
- Milly Steger (1881–1948), Bildhauerin
- Hubert Lesaar (1888–1963), von 1920 bis 1945 Bürgermeister in Kamp-Lintfort
- Erich Brautlacht (1902–1957), Jurist und Schriftsteller
- Christa Dericum (1932–2014), Schriftstellerin
- Heinz-Joachim Weber (* 1943), ehem. Direktor Produktion und Technik des WDR
- Klaus Zumwinkel (* 1943), ehem. Vorstandsvorsitzender der Deutschen Post AG
- Josef Walch (1946–2022), Professor für Kunstdidaktik und Schulbuchautor
- Norbert Richtsteig (1948–2021), Bischöflicher Kirchenmusikdirektor und Domorganist
- Brigitte Mohnhaupt (* 1949), Ex-Mitglied der Rote Armee Fraktion
- Didi Schaak (* 1951), Schauspieler
- Kurt Bodewig (* 1955), ehem. Bundesminister (SPD)
- Eva-Maria Houben (* 1955), Komponistin, Organistin, Pianistin und Musikwissenschaftlerin
- Rainer Storck (* 1958), Kirchenpräsident der Neuapostolischen Kirche Westdeutschland
- Josef van Genabith (* 1959), Linguist und Hochschullehrer
- Thomas Baumgärtel (* 1960), Künstler
- Claus Lufen (* 1966 in Orsoy), Fernsehmoderator und Sportreporter
- Thomas Wagner (* 1967), Kultursoziologe und Autor
- Claudia Schiffer (* 1970), Model und Schauspielerin
- Robert Bongen (* 1974), Fernsehjournalist
- Marcel Rolf Hoffmann (* 1975), Schauspieler und Sänger
- Astrid Stienen (* 1979), Triathletin
- Jan Boelmann (* 1980), Sprachwissenschaftler und Fachdidaktiker
- Nadine Hentschke (* 1982), Leichtathletin

## Bekannte Einwohner und mit Rheinberg verbundene Persönlichkeiten
- Herbert Nikolaus Lenhof (* 1936 in Völklingen-Wehrden; † 13. Oktober 2017 in Limburg an der Lahn) war Bischof von Queenstown/Südafrika; nach Priesterweihe im Pallottiner-Konvikt in Rheinberg tätig
- Jürgen Möllemann (* 1945 in Augsburg; † 2003 in Marl-Loemühle), ehemaliger Bundesminister; besuchte das Amplonius-Gymnasium
- Ernst Kausen (* 1948 in Rheinhausen), Professor für Mathematik, Sprachwissenschaftler; aufgewachsen in Rheinberg, besuchte das Amplonius-Gymnasium
- Ursula Kamizuru (* 1953 in Sennfeld; † 2008 in Wesel), Tischtennisspielerin; lebte bis zuletzt im Stadtbezirk Borth
- Isabell Werth (* 1969 in Sevelen), Dressurreiterin und Olympiasiegerin; besuchte das Amplonius-Gymnasium